# Kepler-16

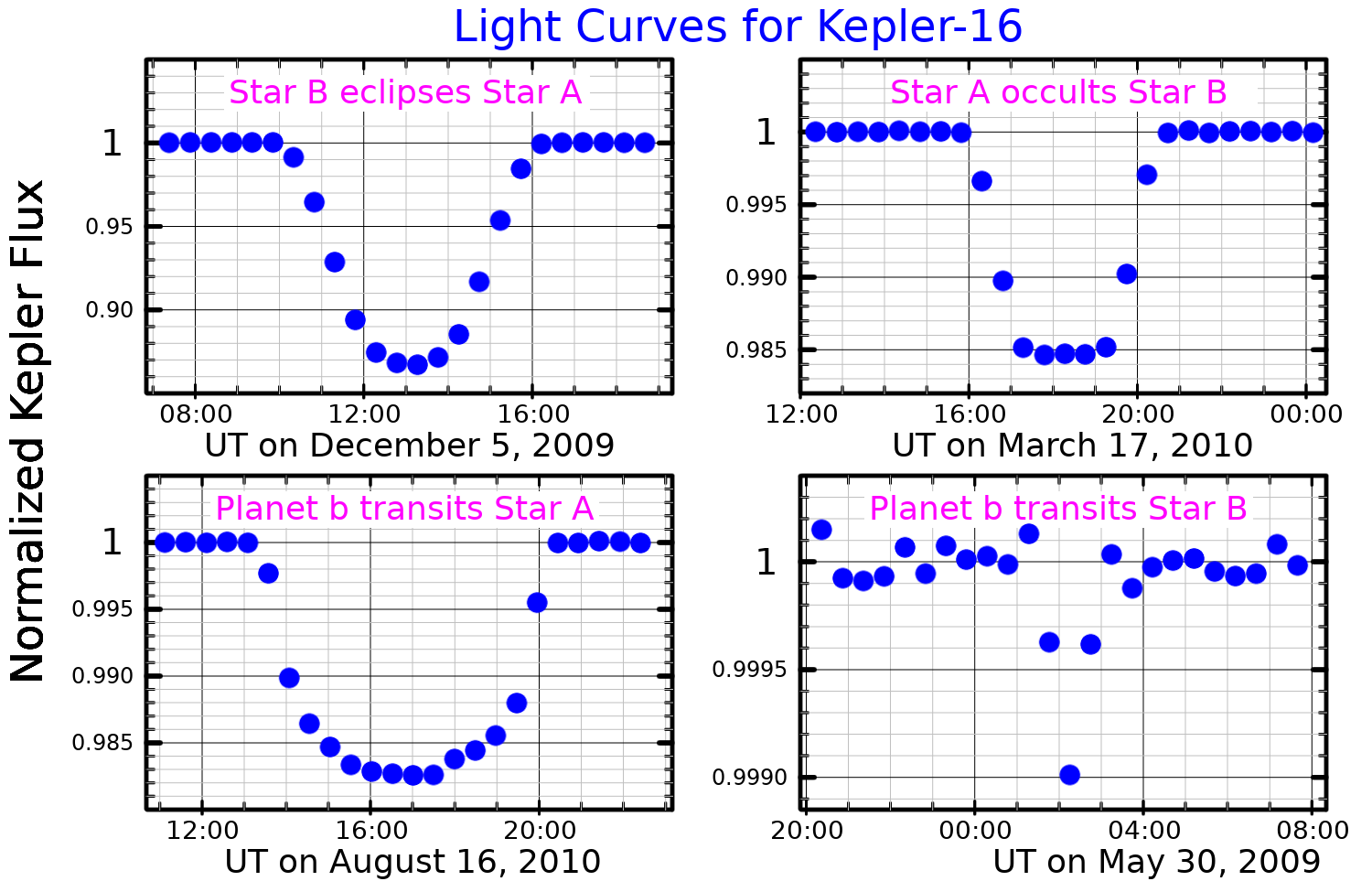
Lichtkromme van Kepler-16

Kepler-16 is een dubbelster in het sterrenbeeld Zwaan, die door het Kepler-ruimtetelescoop is bestudeerd. Beide sterren zijn kleiner dan de Zon; de sterkere, Kepler-16A, is een oranje dwerg van de spectraalklasse K, en de zwakkere, Kepler-16B, is een rode dwerg klasse M. Ze worden gescheiden door 0,22 AE, en voltooien elke 41 dagen een omloop rond een gemeenschappelijk middelpunt.
Het stelsel herbergt één bevestigde exoplaneet, Kepler-16b, ter grootte van Saturnus en een omlooptijd van 229 dagen. Het is de eerst bevestigde circumbinaire planeet, wat wil zeggen dat hij om beide sterren cirkelt.